# W42S
ウォークマンケータイ W42S（だぶりゅーよんにーえす）は、ソニー・エリクソン・モバイルコミュニケーションズ（現・ソニーモバイルコミュニケーションズ）によって開発された、auブランドを展開するKDDIおよび沖縄セルラー電話のCDMA 1X WINの携帯電話端末である。

## 特徴
同社の日本向け端末初の『ウォークマンケータイ』として開発された。
本体内部に1GBのメモリを搭載し、au LISTEN MOBILE SERVICEで取り込んだ曲や、ダウンロードした着うたフルを、最長30時間連続再生可能である。また、LISMOの他にM.Sミュージックも搭載し、ATRAC3を再生できる。ATRAC3ファイルの管理にはSonicStage CPを用いるが、SonicStage CPの楽曲を内蔵メモリに転送することはできず、メモリースティック Duo / PRO Duoにのみ転送できる。またATRAC3plusの再生は、W42Sは対応せず、W43Sからサポートされた。最大4GBのメモリースティックPRO Duoに対応。
管理した楽曲の操作は、付属のリモコンのほか、端末最下部に搭載された「ミュージックシャトル」でも行える。
CMキャラクターには以前に引き続きDef Techが起用され、CMの音楽にLift Upが使われた。
なお、同社がau向け端末にW32S、W41Sと続けて採用していたEZ FeliCaを同端末では採用しなかった理由として、開発者インタビューによれば、『「音楽」というコンセプトに注力する中、音楽再生に必要なベーシックな性能を追い求めた結果』としている。ただし、次機種のW43S以降の同社端末ではWalkman Phone Xminiを除き、直接後継機のウォークマンケータイW52Sも含めてEZ Felicaは搭載され続けている。
以前発売されたW31Sはスライド式であり、W42Sもスライド式であるが、W31Sはワンプッシュスライド機構、同端末はスライドアシスト機構を採用しており、スライドの仕方には違いがある。なお、W42SはW4*シリーズ唯一のスライド式である。
2007年（平成19年）6月には、このW42Sの事実上の後継機となるW52Sが発売された。
本端末はA5515Kに続き800MHz帯のほかに2GHz帯をサポートする。WINとしては初めてのマルチバンド対応の音声端末でもある。ただし新800MHz帯はサポートされないため、旧800MHz帯の停波後は一部サービスを除き使用不可となった。

## 沿革
- 2006（平成18）年3月20日 技術基準適合証明（TELEC）認証。
- 2006年4月7日 電気通信端末機器審査協会（JATE）認定。
- 2006年5月22日 KDDIおよびソニー・エリクソン・モバイルコミュニケーションズから公式発表。
- 2006年6月20日 中国地区で発売。
- 2006年6月21日 東北・北陸・九州地区で発売。
- 2006年6月22日 北海道・関東・中部・関西・四国・沖縄地区で発売。
- 2012（平成24）年7月22日  L800MHz帯（旧800MHz帯・CDMA Band-Class 3）によるサービス停波。以降は2GHz帯（CDMA Band-Class 6）のみのサポートとなり音声通話以外のサービスは利用不可となる。

## 対応サービス
- au LISTEN MOBILE SERVICE
- EZ「着うたフル」
- EZ「着うた」
- Hello Messenger
- 安心ナビ
- EZアプリ（BREW）
- EZ待ちうた
- EZナビウォーク（声de入力対応）
- EZ助手席ナビ
- EZチャンネル
- EZ・FM（録音機能無し）
- EZブック
- ムービーメール（S/M/L）
- EZムービー（S/M/L/LL/QVGA）
- グローバルエキスパート
- メモリースティックオーディオ (ATRAC3plusは未対応)
- 二ヶ国語表示
- 赤外線通信
- バーコードリーダー&メーカー（QRコード対応）
- 遠隔オートロック
- ペア機能

## 不具合
2007年3月27日に以下の不具合の修正がケータイアップデートにより行われた。
- EZサービスの初期設定に失敗し、Eメールを受信できない場合がある